# Show Window: Queen's House
Show Window: The Queen's House (en hangul, 쇼윈도: 여왕의 집; romanización revisada, Syowindo: Yeowang-ui Jib) es una serie de televisión surcoreana transmitida del 29 de noviembre de 2021 hasta el 18 de enero de 2022 a través de Channel A.

## Sinopsis
La serie gira en torno a Han Sun-joo, una mujer que expresa su apoyo por el adulterio de Yoon Mi-ra, sin saber que el hombre con el que está teniendo la aventura es su marido.
Sun-joo lo tiene todo, desde la apariencia e inteligencia hasta riqueza, es una gran esposa y madre, que ayuda a su esposo y cría a su hijo, sin embargo, debido a la intrusión de una mujer, comienza a aparecer una fisura en su familia perfecta, por lo que lucha con todo para detenerla.	
Shin Myung-seob, es el esposo de Sun-joo, quien después de su matrimonio asciende gradualmente en las filas de la compañía de su suegra "Lahen Group", después de su matrimonio. Antes de su matrimonio estaba en una mala situación financiera y provenía de un entorno pobre. Aunque es devoto de su familia, provoca un desastre cuando comienza una aventura con una mujer que no es su esposa.
Por otro lado, Yoon Mi-ra, es una mujer encantadora pero egoísta con algo que la hace destacar a donde quiera que vaya. Cuando conoce al esposo de Sun-joo, comienza a sentirse atraída por él y lo provoca, ocasionando que terminen en una aventura.
Finalmente Han Jung-won, es el hermano menor de Sun-joo una persona con un corazón cálido y bueno, quien confía ciegamente en su hermana mayor y que haría cualquier cosa por ella.

## Reparto

### Personajes principales
- Song Yoon-ah como Han Sun-joo, la esposa de Shin Myung-seob, quien lo tiene todo, desde carisma y belleza hasta inteligencia y riqueza, con sus excelentes habilidades ayuda a su marido y cría a sus hijos con una meticulosa personalidad.[7]
  - Lim Min-so como Sun-joo de joven (Ep. 2).
- Lee Sung-jae como Shin Myung-seob, el esposo de Han Sun-joo, cuya vida cambió drásticamente después del matrimonio. Aunque aparenta ser un buen esposo y padre, en realidad es un hombre ambicioso  peligroso, que inicia una relación extramarital con Yoon Mi-ra. Está dispuesto a hacer lo que sea, con ntal de ocultar sus crímenes.[8]
- Jeon So-min como Yoon Mi-ra, una mujer encantadora que es fiel a sus deseos, quien ha vivido una vida difícil desde que perdió a sus padres en un accidente a una edad temprana. Luego de conocer a Shin Myung-seob se enamora y comienza una relación extramarital con él.[9][10]
- Hwang Chan-sung como Han Jung-won, el hermano menor de Han Sun-joo, un hombre optimista y de buen corazón quien se apoya y confía en su hermana mayor más que en nadie.

### Personajes secundarios

#### Personas cercanas a Sun-joo
- Moon Hee-kyung como Kim Kang-im, la madre de Han Sun-joo y madre adoptiva de Jung-won, una matriarca exigente y presidenta de la empresa familiar.
- Shin Yi-jun como Shin Tae-hee, la hija de Han Sun-joo y Shin Myung-seob. Cuando descubre la verdadera naturaleza de su padre así como su amorío con Yoon Mi-ra, queda destruida.
- Park Sang-hoon como Shin Tae-yong, el hijo de Han Sun-joo y Shin Myung-seob. Después de descubrir el crimen de su padre, su salud se ve afectada.
- Kim Seung-soo como Cha Young-hoon, un psiquiatra, así como el exnovio de Sun-joo y antiguo compañero de clase de la universidad.[11]

#### Residentes de Royal Empire Townhouse
- Oh Seung-eun como Christina Jung, una mujer elegante con un alma libre, a quien no le importa lo que piense la gente y es fiel a sus instintos básicos.[12]
- Kim Jung-tae como Lee Joon-sang, un conglomerado emergente que triunfa en la franquicia de restaurantes.[13]
- Kim Young-jun como Ahn Do-hyuk.
- Kim Hye-in como Choi Eun-kyung.
- Lee Sun-jin como Park Ye-rang.
- Kim Seo-yoon como Hye Rim (Ep. 1-2).
- Sul Ji-yoon como la madre de Hye Rim (Ep. 1-2).
- Lee Yoon-woo como Lee Jung-gook (Ep. 9, 11, 13).

#### Oficiales
- Kim Byeong-ok como Kang Dae-wook, un detective de la policía.
- Kim Yul como un detective.

#### Grupo LaReine
- Moon Seo-yeon como Kang Ji-seo, una secretaria de la empresa.
- Lee Dong-soo como el secretario Lee.
- Lee Jae-gu como el señor Son, un presidente de la empresa (Ep. 8-11).
- Yoon Gi-won como el señor Choi, un director de la empresa (Ep. 8, 10, 12).
- Jang Yong-bok como un ejecutivo de la empresa (Ep. 8-9).
- Son Seon-geun como un ejecutivo de la empresa (Ep. 8-9).
- Ryu Eui-do como una empleada de la galería LaReine y asistente de Yoon Mi-ra (Ep. 10-11).

### Otros personajes
- Park Jung-hak como Yoon Young-guk, el tío de Yoon Mi-ra.
- Jung Se-hyeong como un maestro de tango.
- Kim Roy como un niño (Ep. 1).
- Cheon Ga-young como Han Yeon-joo (Ep. 1-2, 5).
- Jung Jung-ah como la Señora Jeong, una miembro del "Queens Club".
- Moon Jung-mi como una miembro del "Queens Club" (Ep. 2).
- Jo Yoon-young como la señora Kim (Ep. 2, 10-13).
- Yoo Da-mi como Kim Joon-ho (Ep. 4).
- Im Do-yoon como una enfermera (Ep. 6).
- Shin Chi-young como un doctor de emergencias (Ep. 6).
- Woo Ka-eun como una mujer con el tacón alto roto (Ep. 7).
- Jung Jong-woo como David (Ep. 8-9, 13, 16).
- Kim Sun-hyuk como Moon Sang-hyun, un productor (Ep. 9).
- Lee Si-young como una reportera (Ep. 9).
- Kim Wang-geun como el presidente de la fábrica de calzado (Ep. 12).
- Kim Sang-wook como Oh Chang-ho (Ep. 12).
- Choi Yoon-bin como un vendedor de zapatos (Ep. 12).
- Shin Jun-chul como un agente de bolsa chino (Ep. 15-16).
- Choi Eun-ae como la directora del centro de detención central de Seúl (Ep. 16).

### Apariciones especiales
- Lee Kan-hee como la madre biológica de Han Jung-won (Ep. 10).

## Episodios
La serie conformada por dieciséis episodios se emitió desde el 29 de noviembre de 2021 hasta el 18 de enero de 2022 todos los lunes y martes a las 21:30 (KST) a través de Channel A.	

### Índice de audiencia
Los números en color rojo indican las calificaciones más bajas, mientras que los números en azul indican las calificaciones más altas.	
| Episodio | Fecha de emisión        | Participación promedio de audiencia (Nielsen Korea) | Participación promedio de audiencia (Nielsen Korea) |
| Episodio | Fecha de emisión        | Nacional                                            | Seúl                                                |
| -------- | ----------------------- | --------------------------------------------------- | --------------------------------------------------- |
| 1        | 29 de noviembre de 2021 | 2.049 % (17.ª)                                      | N/A                                                 |
| 2        | 30 de noviembre de 2021 | 1.752 % (27th)                                      | N/A                                                 |
| 3        | 6 de diciembre de 2021  | 3.039 % (13.ª)                                      | N/A                                                 |
| 4        | 7 de diciembre de 2021  | 3.715 % (5.ª)                                       | 3.485 % (5.ª)                                       |
| 5        | 13 de diciembre de 2021 | 5.500 % (3.ª)                                       | 5.614 % (2.ª)                                       |
| 6        | 14 de diciembre de 2021 | 5.922 % (1.ª)                                       | 6.045 % (1.ª)                                       |
| 7        | 20 de diciembre de 2021 | 5.523 % (2.ª)                                       | 5.801 % (2.ª)                                       |
| 8        | 21 de diciembre de 2021 | 6.406 % (1.ª)                                       | 6.467 % (1.ª)                                       |
| 9        | 27 de diciembre de 2021 | 5.701 % (2.ª)                                       | 5.976 % (2.ª)                                       |
| 10       | 28 de diciembre de 2021 | 5.860 % (1.ª)                                       | 5.860 % (1.ª)                                       |
| 11       | 3 de enero de 2022      | 6.997 % (2.ª)                                       | 7.164 % (2.ª)                                       |
| 12       | 4 de enero de 2022      | 8.092 % (1.ª)                                       | 7.958 % (1.ª)                                       |
| 13       | 10 de enero de 2022     | 7.575 % (2.ª)                                       | 6.896 % (2.ª)                                       |
| 14       | 11 de enero de 2022     | 8.366 % (1.ª)                                       | 7.874 % (1.ª)                                       |
| 15       | 17 de enero de 2022     | 8.523 % (1.ª)                                       | 7.794 % (2.ª)                                       |
| 16       | 18 de enero de 2022     | 10.335 % (1.ª)                                      | 9.646 % (1.ª)                                       |
| Promedio | Promedio                | 5.960 %                                             | 5.411 %                                             |

## Banda sonora
El OST de la serie está conformado por las siguientes canciones:	

### Parte 1
| No. | Intérprete | Canción | Letra  | Música                               | Duración |
| --- | ---------- | ------- | ------ | ------------------------------------ | -------- |
| 1   | Hickee     | "Hello" | Hickee | Hickee, Kim Seung-ho y Kim Dong-kyun | 2:57     |

### Parte 2
| No. | Intérprete | Canción  | Letra                                              | Música                           | Duración |
| --- | ---------- | -------- | -------------------------------------------------- | -------------------------------- | -------- |
| 1   | Haru       | "Fallin" | Han Hye-jin (de FAB), Piri Boi (de FAB), Haru y +1 | Piri Boi, Han Hye-jin, Haru y +1 | 3:45     |

### Parte 3
| No. | Intérprete | Canción       | Letra                                 | Música                                        | Duración |
| --- | ---------- | ------------- | ------------------------------------- | --------------------------------------------- | -------- |
| 1   | Elsie Bay  | "Heaven Made" | Elsa Søllesvik, Lasse Midtsian Nymann | Elsa Søllesvik, Lasse Midtsian Nymann y Nylan | 3:15     |

### Parte 4
| No. | Intérprete   | Canción          | Letra           | Música          | Duración |
| --- | ------------ | ---------------- | --------------- | --------------- | -------- |
| 1   | Ha Dong-gyun | "Cry Me a River" | OneTop y Zeenan | OneTop y Zeenan | 3:30     |

### Parte 5
| N.º | Intérprete   | Canción              | Letra                     | Música                    | Duración |
| --- | ------------ | -------------------- | ------------------------- | ------------------------- | -------- |
| 1   | Kim Hee-dong | "Just Myself" (나만) | Kim Mi-kyung y Lee So-won | Kim Mi-kyung y Lee So-won | 3:42     |

## Producción
La serie contó con los director Kang Sol y Park Dae-hee, así como con los guionistas Han Bo-kyung y Park Hye-young.
La primera lectura del guion fue realizada en junio del 2021, mientras que la conferencia de prensa en línea fue realizada el 29 de noviembre de 2021.

### Recepción
La serie fue un éxito comercial y se convirtió en una de las series coreanas mejor calificadas en la historia de la televisión por cable. Con un índice de audiencia promedio a nivel nacional de 10,335  % para su último episodio emitido el 18 de enero de 2022, estableció un nuevo récord para los índices de audiencia más altos de cualquier serie del Canal A.
El 25 de enero de 2022, Good Data Corporation compartió su nueva clasificación de los dramas y miembros del elenco que generaron más revuelo durante la semana. Las listas se compilaron a partir del análisis de artículos de noticias, publicaciones de blogs, comunidades en línea, videos y publicaciones en redes sociales sobre los dramas que están actualmente al aire o que saldrán al aire próximamente. La serie obtuvo el puesto número 9 en la lista de dramas, más comentados de la semana.